# Unenlagiinia
De Unenlagiinia zijn een groep theropode dinosauriërs die behoort tot de Dromaeosauridae.
In 2021 had een kladistische analyse bij gelegenheid van het benoemen van Ypupiara tot uitkomst dat de Unenlagiinae (sensu Bonaparte 1999) and Halszkaraptorinae (sensu Cau et alii 2017) zustergroepen waren. Het was dus nuttig hun overkoepelende klade te benoemen, wat meteen geschiedde onder de naam Unenlagiinia.
De Unenlagiinia werden in 2021 gedefinieerd als de groep bestaande uit Unenlagia comahuensis Novas & Puerta, 1997 en Halszkaraptor escuilliei Cau et alii, 2017 en alle soorten nauwer verwant aan Unenlagia en Halszakaraptor dan aan Microraptor zhaoianus (Sloan, 1999) of Dromaeosaurus albertensis Matthew & Brown, 1922.
Alle in 2021 bekende Unenlagiinia bestaan uit kleine tweevoetige vormen uit het Opper-Krijt van Zuid-Amerika of Azië. Dat ze de meest basale tak van de Dromaeosauridae vormen, impliceert echter dat ze zich al in de late Jura moeten hebben afgesplitst. Dat impliceert een verborgen ontwikkelingslijn van minstens een veertig miljoen jaar. Bekende soorten zijn verder Mahakala, Hulsanpes, Austroraptor, Neuquenraptor en Buitreraptor. Van veel soorten wordt vermoed dat vissen een belangrijk deel van hun dieet uitmaakten.
In 2021 werden verschillende synapomorfieën aangegeven, unieke gedeelde kenmerken van de groep. De schedel is driemaal langer dan het achterhoofd hoog is. De achterste tak van het postorbitale is langer dan de voorste tak. De maxillaire tanden missen snijranden. De schacht van het zitbeen is op het middelste punt meer dan 20% breder dan de lengte van de schacht. De richel op de binnenzijde van het voorblad van het darmbeen is ongeveer even lang als het achterblad.
Sommige synapomorfieën werden alleen gevonden in sommige berekende stambomen. Er zijn meer dan vijfenzeventig maxillaire tanden, met relatief kleine tandkassen. Het heiligbeen telt zes sacrale wervels. De overgang tussen de staartbasis en het midden van de staart beslaat meer dan drie wervels. Bij de derde en vierde voetklauw is de bult voor de pees van de buigende spier zwak ontwikkeld.